# Cemitério de Louyat
O cemitério de Louyat é o cemitério municipal de Limoges. Inaugurado em 1806, é o principal cemitério da comuna de Limoges (que possui outros dois pequenos cemitérios, o de Landouge e o de Beaune-les-Mines).

## Personalidades sepultadas
- Ardant du Picq
- Paul Ranson
- Raoul Hausmann
- Mário David (ator)
- Jean-Joseph Sanfourche